# Nagoya Challenger 1985
Il Nagoya Challenger 1985 è stato un torneo di tennis facente parte della categoria ATP Challenger Series nell'ambito dell'ATP Challenger Series 1985. Il torneo si è giocato a Nagoya in Giappone dal 29 aprile al 5 maggio 1985 su campi in cemento.

## Vincitori

### Singolare
Tsuyoshi Fukui ha battuto in finale  Leo Palin con il punteggio di 6–2, 6–3

### Doppio
Sashi Menon /  Erik Van't Hof hanno battuto in finale  Hitoshi Shirato /  Eiji Takeuchi con il punteggio di 6–3, 6–2